# 君がくれたもの
「君がくれたもの」（きみがくれたもの）は、HOME MADE 家族の通算10枚目のシングル。

## 概要
グループ初のラブソングとなるシングル。初回限定盤にはミュージックビデオが入ったDVDがつく。
PVには若手女優蒼井優が出演している。CDの初回盤は、蒼井優とHOME MADE 家族の豪華ダブルジャケット。
今回はポスターも初回盤CD同様に蒼井優とHOME MADE 家族が両面に印刷してある。テレビ朝日系『ミュージックステーション』に出演。
レコ直のソングに使用された。シングルとしてはグループ初のオリコンTOP10入り。カップリングにはサルビアのつぼみのボサノバVerである-Liga Oriente Remix- が収録。

## 収録曲
1. 君がくれたもの
2. NEVER ENOUGH
3. サルビアのつぼみ 〜Liga Oriente Remix〜

| スタブアイコン | サブスタブ | この項目は、まだ閲覧者の調べものの参照としては役立たない、シングルに関連した書きかけの項目です。この項目を加筆・訂正などしてくださる協力者を求めています（P:音楽/PJ:楽曲）。 |